# Gaasterlân-Sleat
Gasterlân-Sleat (en idioma frisón y oficialmente; en neerlandés,  Gaasterland-Sloten) es un antiguo municipio de la provincia de Frisia en los Países Bajos. 
En 2012 tenía una población de 10.198 habitantes ocupando una superficie de 209,29 km², de los que 114,06 km² correspondían a la superficie ocupada por el agua, con una densidad de 107 h/km². Se localizaba al sur de la provincia en el lago IJsselmeer.
El municipio contaba con una de las once ciudades históricas de Frisia, Sloten (Sleat), y trece núcleos de población (aldeas), con capital en Balk. Los nombres oficiales de las poblaciones son los holandeses.
Desapareció el 1 de enero de 2014 al fusionarse con Lemsterland y Skarsterlân para crear el nuevo municipio denominado De Friese Meren (los Lagos de Frisia), en el sureste de la provincia.

## Galería

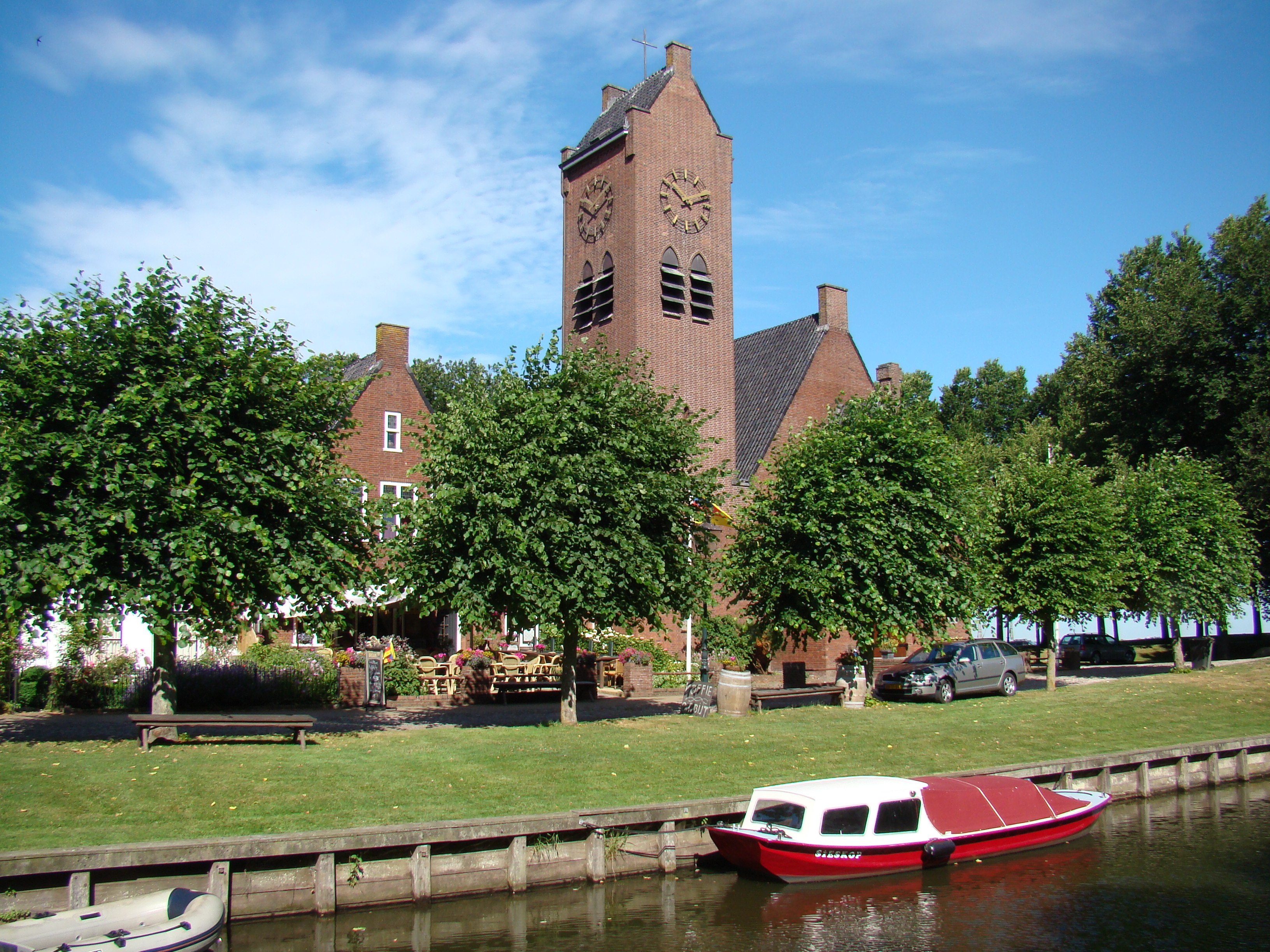
Sloten
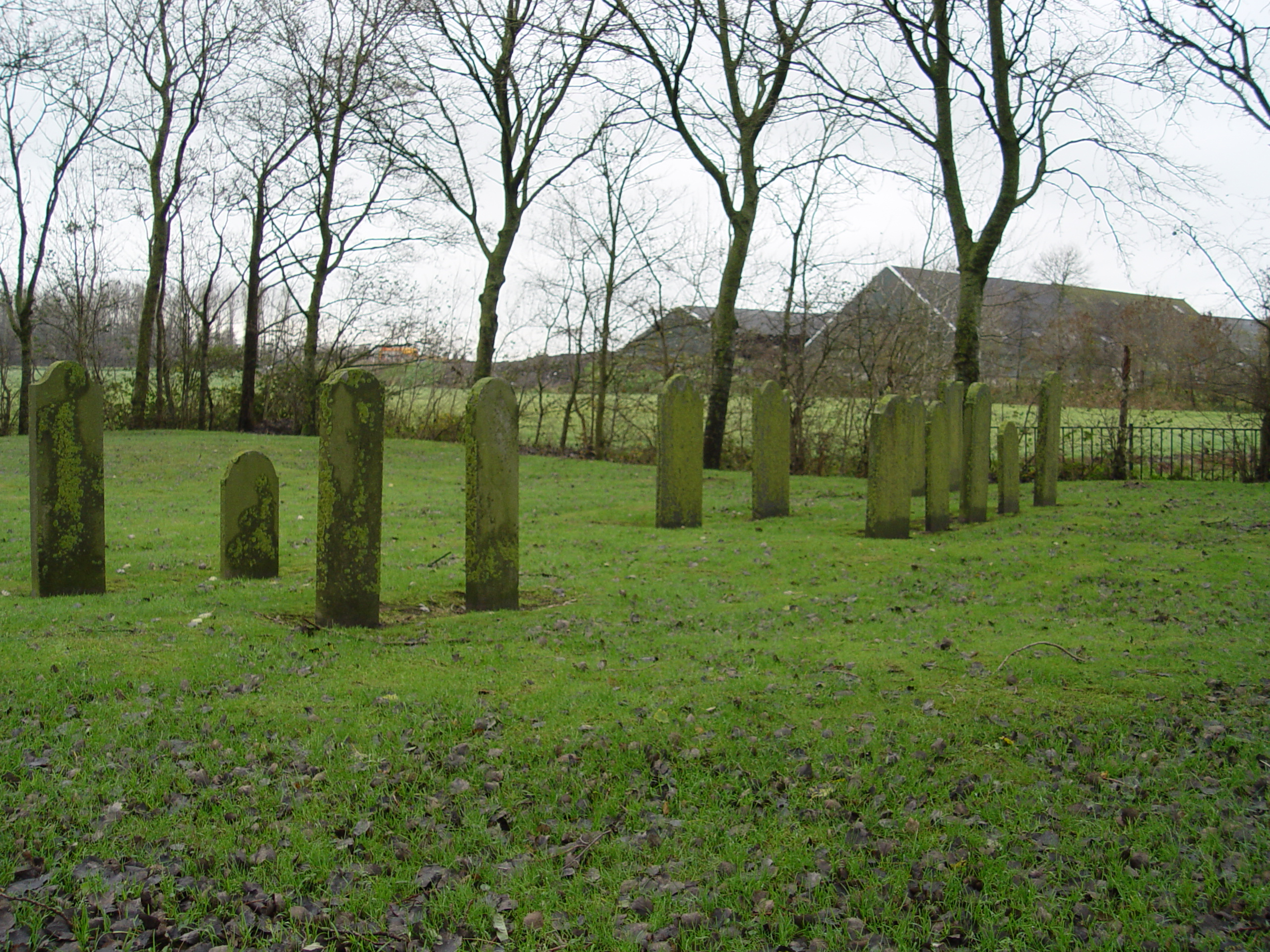
Cementerio judío en Tacozijl.
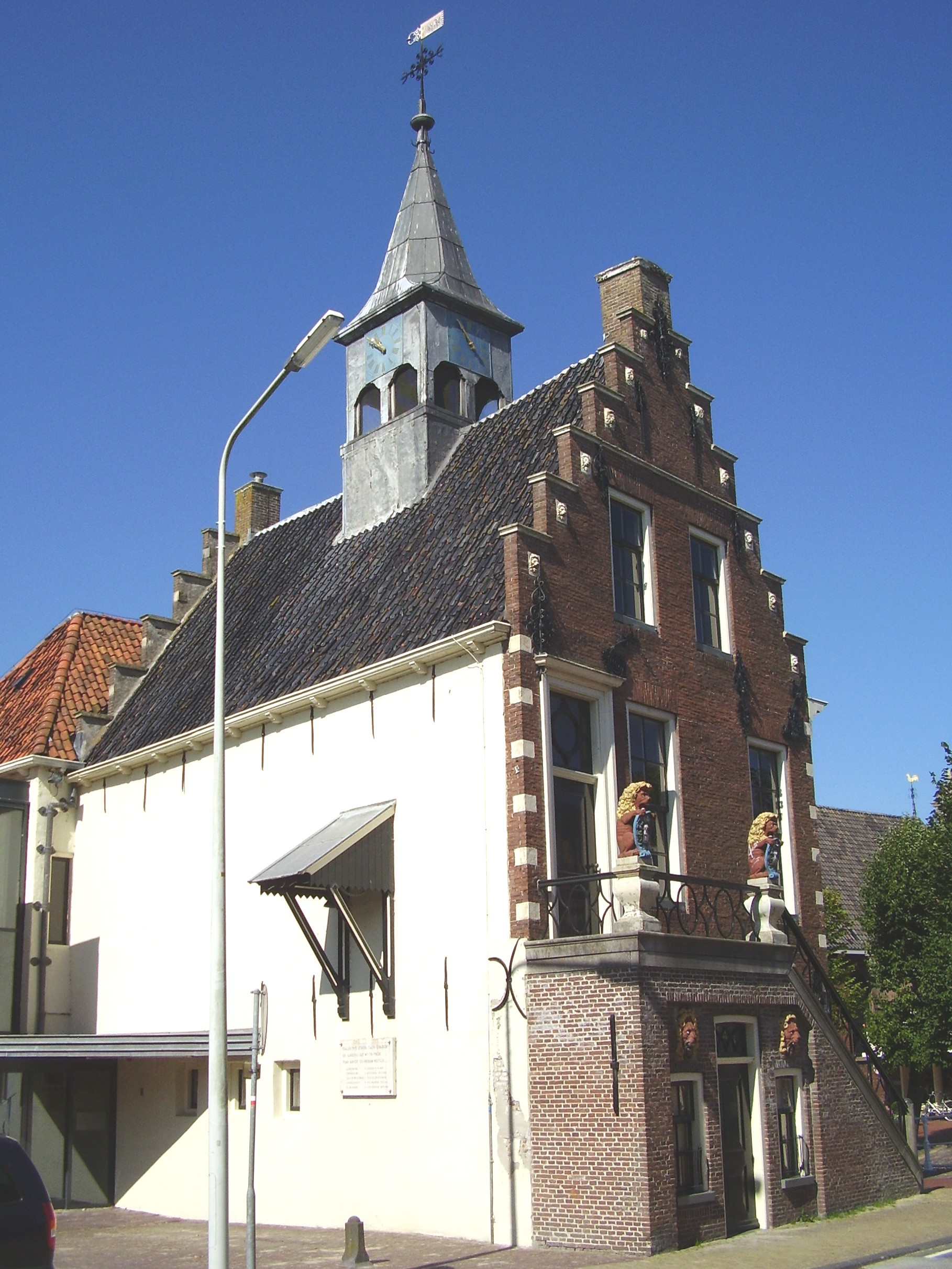
Ayuntamiento de Balk.